# بتا-هیدروکسی بتا-متیل‌بوتیریک اسید
β-هیدروکسی β-متیل‌بوتیریک اسید (به انگلیسی: β-Hydroxy β-methylbutyric acid) با فرمول شیمیایی C۵H۱۰O۳ یک بتا هیدروکسی اسید است . هیدروکسی اسیدها گروهی از اسیدهای کربوکسیلیک هستند که یک گروه عاملی هیدروکسیل به آنها افزوده شده است. این ترکیب با شناسه پاب‌کم ۶۹۳۶۲ و جرم مولی آن ۱۱۸٫۱۳۱ g/mol می‌باشد. 